# Valmala (Włochy)
Valmala – miejscowość i gmina we Włoszech, w regionie Piemont, w prowincji Cuneo.
Według danych na rok 2004 gminę zamieszkiwało 56 osób, 5,6 os./km².